# Гайсвайт, Кэти
Кэти Гайсвайт (англ. Cathy Guisewite; род. 5 сентября 1950) — американская художница, создатель комикса Cathy, издававшегося на протяжении 34 лет (с 1976 по 2010), рассказывающего о жизни «деловой женщины» и проблемах, с которыми она сталкивается на работе, в семье и личной жизни.
Родилась в Дейтоне, штат Огайо, выросла в Мидленд, штат Мичиган. Русинского происхождения. Окончила школу в 1968 году, в 1972 году — Мичиганский университет со степенью бакалавра английского языка. Её родители работали в рекламном бизнесе, и сначала она последовала их примеру, но вскоре начала рисовать комиксы по совету своей матери; её первые работы о Кэти были опубликованы издательством Universal Press Syndicate в 1976 году.
На пике популярности её комиксы печатали 1400 газет по всему миру. В 1987 году она получила премию «Эмми», в 1992 году — премию Рубена от Национального общества рисовальщиков. Объявила о выходе на пенсию и прекращении работы над «Кэти» 3 октября 2010 года.